# UCI Àfrica Tour 2023
L'UCI Àfrica Tour 2023 és la dinovena edició de l'UCI Àfrica Tour, un dels cinc circuits continentals de ciclisme de la Unió Ciclista Internacional. Té lloc entre el 3 de novembre de 2022 i el 5 d'octubre de 2023 a l'Àfrica.

## Equips
Els equips poden participar en les diferents curses depenent de la categoria de la prova. Per exemple, els UCI WorldTeams només poden participar en curses .1 i el seu nombre per cursa és limitat.
| Catégorie | Catégorie              | Équipes                                                                           |
| --------- | ---------------------- | --------------------------------------------------------------------------------- |
| .1        | 1.1 (Cursa d'un dia)   | * UCI WorldTeam (màx. 50 %) * UCI ProTeam * Equip continental * Selecció nacional |
| .1        | 2.1 (Cursa per etapes) | * UCI WorldTeam (màx. 50 %) * UCI ProTeam * Equip continental * Selecció nacional |
| .2        | 1.2 (Cursa d'un dia)   | * UCI ProTeam * Equip continental * Selecció nacional * Equip regional i de club  |
| .2        | 2.2 (Cursa per etapes) | * UCI ProTeam * Equip continental * Selecció nacional * Equip regional i de club  |

## Evolució del calendari

### Novembre 2022
| Data | Cursa                                                 | País   | Cat. | Vencedor                | Equip                  | Ref.  |
| ---- | ----------------------------------------------------- | ------ | ---- | ----------------------- | ---------------------- | ----- |
| 3    | Challenge de la Marxa Verda-Gran Premi Sakia El Hamra | Marroc | 1.2  | Ahmed Al Mansoori       | Emirats Àrabs Units    | [ 3 ] |
| 5    | Challenge de la Marxa Verda-Gran Premi Oued Eddahab   | Marroc | 1.2  | Heiko Homrighausen      | Team Embrace The World | [ 4 ] |
| 6    | Challenge de la Marxa Verda-Gran Premi Al Massira     | Marroc | 1.2  | Jules de Cock           | Global Cycling Team    | [ 5 ] |
| 8    | Challenge del Príncep-Trofeu Princier                 | Marroc | 1.2  | Achraf Ed-Doghmy        | Marroc                 | [ 6 ] |
| 10   | Challenge del Príncep-Trofeu de l'Aniversari          | Marroc | 1.2  | Nasser Eddine Maatougui | Sidi Ali-Unlock        | [ 7 ] |
| 11   | Challenge del Príncep-Trofeu de la Casa Reial         | Marroc | 1.2  | Adil El Arbaoui         | Marroc                 | [ 8 ] |

### Gener
| Data  | Cursa                  | País  | Cat. | Vencedor       | Equip              | Ref.  |
| ----- | ---------------------- | ----- | ---- | -------------- | ------------------ | ----- |
| 23-29 | Tropicale Amissa Bongo | Gabon | 2.1  | Geoffrey Soupe | Team TotalEnergies | [ 9 ] |

### Febrer
| Data  | Cursa          | País       | Cat. | Vencedor        | Equip                              | Ref.   |
| ----- | -------------- | ---------- | ---- | --------------- | ---------------------------------- | ------ |
| 1-5   | Tour del Sahel | Mauritània | 2.2  | Adil El Arbaoui | Marroc                             | [ 10 ] |
| 19-26 | Tour de Ruanda | Ruanda     | 2.1  | Henok Mulubrhan | Green Project-Bardiani CSF-Faizanè | [ 11 ] |

### Març
| Data | Cursa                         | País    | Cat. | Vencedor        | Equip                      | Ref. |
| ---- | ----------------------------- | ------- | ---- | --------------- | -------------------------- | ---- |
| 7-16 | Volta a Algèria               | Algèria | 2.2  | Paul Hennequin  | Nice Métropole Côte d'Azur |      |
| 17   | Gran Premi de la vila d'Alger | Algèria | 1.2  | Youcef Reguigui | Terengganu Polygon         |      |

### Maig
| Data  | Cursa                                         | País   | Cat. | Vencedor         | Equip                 | Ref. |
| ----- | --------------------------------------------- | ------ | ---- | ---------------- | --------------------- | ---- |
| 18-21 | Tour de Benin                                 | Benín  | 2.2  | Achraf Ed Doghmy | Marroc                |      |
| 26    | Gran Premi del Príncep Hereu Moulay el Hassan | Marroc | 2.2  | Lukáš Kubiš      | Dukla Banská Bystrica |      |
| 27    | Gran Premi dl Tron                            | Marroc | 2.2  | Lukáš Kubiš      | Dukla Banská Bystrica |      |
| 28    | Gran Premi de la Família Reial                | Marroc | 2.2  | Youcef Reguigui  | Terengganu Polygon    |      |

### Juny
| Data | Cursa                                     | País    | Cat. | Vencedor           | Equip                    | Ref. |
| ---- | ----------------------------------------- | ------- | ---- | ------------------ | ------------------------ | ---- |
| 3-11 | Tour del Camerun                          | Camerun | 2.2  | Mohcine El Kouraji | Marroc                   |      |
| 6-9  | Tour de Maurici                           | Maurici | 2.2  | Archie Cross       | Velo Schils Interbike RT |      |
| 11   | Courts Mamouth Classique de l'île Maurice | Maurici | 1.2  | Youcef Reguigui    | Terengganu Polygon       |      |

### Setembre
| Data | Cursa                | País   | Cat. | Vencedor          | Equip                         | Ref. |
| ---- | -------------------- | ------ | ---- | ----------------- | ----------------------------- | ---- |
| 8    | Gran Premi Boukraa   | Marroc | 1.2  | Sergey Rostovtsev | Beykoz Belediyesi Spor Kulübü |      |
| 9    | Gran Premi Es-Semara | Marroc | 1.2  | Adil El Arbaoui   | Marroc                        |      |
| 10   | Gran Premi El Marsa  | Marroc | 1.2  | Sergey Rostovtsev | Beykoz Belediyesi Spor Kulübü |      |

### Octubre
| Data | Cursa                   | País    | Cat. | Vencedor     | Equip   | Ref. |
| ---- | ----------------------- | ------- | ---- | ------------ | ------- | ---- |
| 5-9  | Gran Premi Chantal Biya | Camerun | 2.2  | Yacine Hamza | Algèria |      |